# ذباب الجبن
ذبابة الجُبن أو ذبابة الجبن القافزة (الاسم العلمي:Piophila casei)، هي نوع من الحشرات التي تتبع جنس المستودكة من الفصيلة المستودكية، وهي نوع من الذباب الذي يصيب المواد الغذائية، والجبن على وجه التحديد. يرقات هذه الذبابة معروفة أيضا باسم «رُبّان الجبن» نظرا لقدرتها على القفز بجسمها عدة بوصات في الهواء عندما تشعر بالذعر تماما مثل ربان الطائرة الذي يقذف بمقعده خارج الطائرة عند إصابة طائرته، عندما تؤكل عن طريق الخطأ يمكن لليرقات البقاء على قيد الحياة داخل الأمعاء، الشئ الذي يتسبب في إصابة الشخص بمرض النغف المعوي.
تستخدم يرقة ذبابة الجبن لإنتاج الجبن التقليدي لجزيرة سردينيا، الذي يسمى «كاسو مارزو» أو «الجبن المعفن».